# Santa Maria del Molise
Santa Maria del Molise község (comune) Olaszország Molise régiójában, Isernia megyében.

## Fekvése
A megye délkeleti részén fekszik. Határai: Cantalupo nel Sannio, Carpinone, Castelpetroso, Castelpizzuto, Macchiagodena és Roccamandolfi.

## Története
1958-ig Sant’Angelo in Grotte volt a neve, ami eredetére utalt, ugyanis egy Szent Mihály arkangyal tiszteletére emelt kis templom körül alakult ki. Dokumentumokban neve először a 12. században jelent meg. A következő századokban nemesi birtok volt. A 19. században nyerte el önállóságát, amikor a Nápolyi Királyságban felszámolták a feudalizmust.

## Népessége
A népesség számának alakulása:

## Főbb látnivalói
- San Pietro in Vincoli-templom
- SS Maria e Filippo-templom